# Crepis noronhaea
Crepis noronhaea é uma espécie de planta com flor pertencente à família Asteraceae. 
A autoridade científica da espécie é Babc., tendo sido publicada em Univ. Calif. Publ. Agric. Sci. 6: 369. 1939.

## Portugal
Trata-se de uma espécie presente no território português, nomeadamente no Arquipélago da Madeira.
Em termos de naturalidade é endémica da região atrás referida.

## Protecção
Não se encontra protegida por legislação portuguesa ou da Comunidade Europeia.